# Emilio Frias
Pour les articles homonymes, voir El Niño (homonymie) et Frias (homonymie).
Emilio Frias, surnommé "El Niño" ("Le gamin" en espagnol) est un chanteur et compositeur cubain, fondateur du groupe El Niño y La Verdad.
Il est né[Quand ?] dans le quartier Los Pocitos de la municipalité de Marianao dans la ville La Havane, la capitale de Cuba.
Son père est de Matanzas et sa mère est originaire de Santiago de Cuba.
Emilio Frias montre très tôt son intérêt pour la musique et plus particulièrement les rythmes traditionnels cubains.
Il intègre rapidement les festivals en tant qu’amateur et y gagne plusieurs récompenses.
C’est à l’âge de 14 ans qu’il créé son premier groupe[Lequel ?] avec lequel il remporte sa première grande récompense[Laquelle ?].
A l'âge de 17 ans il devient le chanteur principal (et occasionnellement compositeur) du groupe Tumbao Habana dirigé par Pascual Cabrejas.
Il y chante 3 morceaux qu'il a co-composé avec Pascual Cabrejas, « Candela » et « No te rompa la cabeza ») et "Padrino¨, l'un des succès du groupe.
Il rejoint en 2009 (à 21 ans) le groupe Elito Revé y Su Charangón où il se produit en tant que chanteur mais aussi compositeur.
Durant quatre ans, de 2009 à 2012, quelques-unes de ses compositions deviendront des titres à succès de ce groupe, telles que ¨De qué estamos hablando¨, ¨Agua pa Yemayá¨,¨ Jala Jala¨, “Rumba Matanzas”, “Niña Relajate”, ¨El negocio Personal¨, ¨El nombrecito¨, etc.
C'est Elito Revé qui lui donne son surnom, "El Niño".
De 2009 à 2012 Emilio Frias et Wilfredo  "Pachito" Najanjo ("Pachy Jr."), autre membre d'Elito Revé y Su Charangón, fils du directeur de la Original de Manzanillo (Wilfredo "Pachy" Najanjo), grand pianiste ayant fréquenté l'une des écoles nationales d'art, et ayant déjà travaillé avec plusieurs grands groupes, ont sorti en parallèle des titres en solo[Lesquels ?] avant de former le 28 juin 2013 (Emilio Frias a alors 25 ans) leur groupe formé pour revenir aux VRAIES racines de la musique cubaine, qu'ils baptisent "La Verdad" (qui signifie la Vérité), puisqu’il se base sur l’essence des sonorités traditionnelles cubaines: rumba, son, trova, musiques traditionnelles antillaises, et y intègrent la guitare, le bongo… 
A cela s’ajoute le timbre de sonero d’Emilio clair et brillant. Ils forment ensuite un trio en intégrant au groupe un musicien très connu, Dayron Ortega, qui en plus de ses talents de guitariste, leur apporte aussi son expérience sur les arrangements musicaux des titres “Ese soy yo", "La Verdad", "La Mata" et y "Dime cuanto” qui sont des succès aussi bien au niveau national à Cuba qu’international.

## Discographie

### Discographie du groupe El Niño y La Verdad
- 2014 : Llegó La Verdad

1. La Verdad 05:02
2. Ese Soy Yo 05:3
3. Dime Cuanto 05:16
4. Mi Música 05:20
5. Seguir Viviendo (Ft. Manolito Simonet) 04:15
6. Loco Pero Te Amo 05:27
7. La Mata 04:44
8. Verdad Amarga (Ft. Barbarito Torres) 03:25
9. Piénsalo (Ft. El Yonki) 04:09
10. Yo Si Camino La Habana 06:11

- 2016 : Más Duro

1. Más Duro 04:37
2. Llevame Papá 06:15
3. Pa Ti Y Pa Mi 04:58
4. La Palangana 04:17
5. Salsa O Son (Ft. El Canario)
6. Tu Silueta 04:25
7. El Perro Y El Sofá
8. Con Eleguá Y Con Orula 05:15
9. Vuelve A La Habana 04:53
10. El Secreto (Ft. Issac Delgado & Alexander Abreu)

- 2018 : De Vuelta al Barrio

1. Intro 01:57
2. La Princesa De Cayo Hueso 05:11
3. El Primo 05:54
4. Las Manzanas 05:45
5. Tírame La Foto 05:10
6. La Cosa Mala 05:46
7. Cha Pa´ Mi Muchacha
8. Para Ser Cantante 05:45
9. Que Clase Cara 05:26
10. Reflexión 05:34
11. El Nombrecito 05:54

- 2020 : Emilio Frias presenta Voces de HoyCD 1

1. Intro Voces de Hoy (Vol. 1)  03:25
2. A Que Me la Llevo, Alexander Abreu 05:08
3. Mi Negocio Personal, Maikel Dinza, Pancho Amat 05:03
4. La Bola en la Mano, Anthony Puig 05:32
5. La Cocina, Chocolate & César “Pupy” Pedroso 05:33
6. Tú No Eres Popular, Alain Pérez 04:49
7. Bendíceme, Yasser Ramos 04:58
8. Decirte Adiós, Laraine 05:23
9. Nunca Pensé, Juan Guillermo 03:53
10. Se Terminó, El Noro, José Luis Cortés (El Tosco) 04:30
11. Tus Comentarios, Christian y Rey 04:59

CD 2
1. Intro Voces de Hoy (Vol. 2) 03:25
2. El Padrino 05:44
3. Ama a la Vida, Yulaysi Miranda 04:40
4. Vengo de Cuba, El Nene 03:50
5. Que Seas Feliz, Ruben y Gabi 04:47
6. Candela, Ronnis López 05:25
7. Lo Siento, Yordis Larrazabal 04:31
8. Por Mala, Aggayú 04:42
9. Lolo, Iván "El Hijo de Teresa" 05:11
10. Qué Lástima, Alcibiades Durruthy 04:29
11. Homenaje a Juan Formell, Dayán Carreras 06:03

- Sufriendo tu amor (2020, single)
- 2021 : El Hijo del Viento 8vo Aniversario (Live)

1. El Hijo del Viento ft. Horacio El Negro Hernandez 05:13
2. Sufriendo Tu Amor 06:12
3. A Bayamo en Coche 05:58
4. Búscame 07:07
5. Cha pa' mi michacha 06:56
6. Mi negrita ft. El Kimiko y Yordy 08:05
7. El Padrino ft. Adonis Panter, Osaín del Monte 08:49

- 2022 : El Hijo del Viento

1. El Hijo del Viento (feat. Horacio El Negro Hernandez) 05:05
2. Sufriendo Tu Amor 05:40
3. El Padrino (feat. Osain del Monte) 06:20
4. Alcemos El Vuelo (feat. Haila María Mompié) 05:41
5. A Bayamo En Coche (Adalberto Alvarez) 05:36
6. Búscame 06:04
7. La Rumba No Tiene Raza (SOUNDS OF CUBA feat. Ruben Bulbes, Adonis Panter, Osain del Monte, ) 05:16
8. Música Suave ft. Arián Chacón 04:37
9. Fábula 06:05
10. Alma Mía (feat. Orquesta Mozateum) 04:06

- 2023 : Lo Que No Se Acaba (avec Adonis y Osaín del Monte)

1. Lo Que No Se Acaba 05:07
2. Pelotica De Ping Pong ft. Issac Delgado, Alain Pérez 04:12
3. Consuélate Como Yo ft. Alexander Abreu 04:35
4. La Nota ft. El Taiger 04:25
5. Hermosa Habana 06:00
6. Repica Bien El Tambor ft. El Niño Pujada 04:53
7. Está Bueno Ya 05:46
8. Los Pocitos 07:06

- El Niño y La Verdad y Sounds of Cuba : Necesito Una Amiga (reprise d'Issac Delgado) (2022)
- Cambio (2022, single): censurée à Cuba
- Preso (Tributo a José José) (2023)
- He Renunciado a Tí (2023)
- El Rumbón, El Niño y La Verdad x El Chacal (2024)
- Dile, El Niño y La Verdad x Wampi (2025)

### Participations d'Emilio Frias
- Timbalive - Me Quiere la Otra (feat. Emilio “El niño” Frias) (2018)
- No Cojo Lucha (El Nino Y La Verdad, Marvin Freddy, Kayanco) sur l'album collectif Fiesta Gigante (2018)
- El Hijo de Teresa y la Llegada - Amanece (feat. Emilio Frias, El Noro, Elito Revé & Manolito Simonet) (2020)
- Tu Chocolate, Lazarito Valdés y Bamboleo ft. Emilio Frias (El Niño) (2021)
- Osvady Ovio feat. El niño [ Emilio Frias ] - La herencia (2021)
- Sin Comentarios (Remix), Adonis y Osain del Monte, El Niño y la Verdad, Alain Pérez (2021)
- Un Collar sur l'album Reverencia de Pablo Timba (2022)
- Tóxicas sur l'album Timba 3.0 de Papucho y Su Manana Club (2022)
- Bayamo en Coche sur l'album hommage à Adalberto Alvarez, Alianza Musical de Cuba: al Son del Caballero
- Bonito, Pablo Timba, Esteban Galo, El Niño y la Verdad (titre electro) (2024)
- Millonario Remix, Randy Malcom, Danny Romero, Moly, Jimmy Rodríguez, Christian Alicea, El Niño Y La Verdad (2024)
- Tu Perdón, Eylen Remon x El Niño y La Verdad (2024)
- Boricuas y Cubanos, Libre X Presión ft. El Niño Y La Verdad (2025)
- Malos Gustos, El Chulo x El Niño y La Verdad (2025)
- Cuba Se Extraña, Kola Loka x El Niño y La Verdad (2025)

## Liens
- El Niño y La Verdad sur Ecured, l'encyclopédie collaborative cubaine